# Idioma uneapa
Uneapa (a menudo llamada " Bali ", nativamente Uniapa) es una lengua oceánica hablada por unas 10.000 personas en la pequeña isla de Bali (Uneapa), al norte de Nueva Bretaña Occidental en Papúa Nueva Guinea. Quizás sea un dialecto de la vecina isla de Vitu. Uneapa es una de las lenguas oceánicas más conservadoras, ya que ha conservado la mayoría de las consonantes finales del protooceánico con eco vocal, como *Rumaq 'casa', rumaka y *saqat 'malo', zaɣata.

## Etimología
La palabra Uneapa es una variación del nombre nativo Uniapa que usan los locales para la isla. En Vitu, la misma isla se llama Unea. Ambos nombres pueden provenir de una protoforma *Uniap o *Uneap, lo que refleja la adición de una vocal de eco en Uneapa y la pérdida regular de consonantes finales en Vitu.
El nombre alternativo Bali, utilizado por los extranjeros, proviene del término bali que significa "no ser". No está relacionado etimológicamente con la isla indonesia más popular llamada Bali, que alberga una lengua lejanamente relacionada llamada balinés .

## Clasificación
Uneapa, junto con el vecino idioma vitu, forma un subgrupo dentro del grupo meso-melanesio de lenguas oceánicas. A veces se considera que los dos son un solo idioma, llamado Bali-Vitu. Sin embargo, existen algunas diferencias, particularmente en sus inventarios fonémicos, la retención de consonantes finales (que se pierde en Vitu), los sistemas de pronombres y la elección de palabras. En general, Uneapa tiende a ser más conservadora que Vitu en la mayoría de los aspectos.

## Fonología
Fonémicamente, Uneapa tiene cinco vocales y catorce consonantes.
|         | Anterior noredondeado | Posterior redondeado |
| ------- | --------------------- | -------------------- |
| cerrada | i                     | u                    |
| media   | e                     | o                    |
| abierta | a                     | a                    |

|                   | labial | alveolar | velar  |
| ----------------- | ------ | -------- | ------ |
| nasal             | m ⟨m⟩  | n ⟨n⟩    | ŋ ⟨ng⟩ |
| explosiva sin voz | p ⟨p⟩  | t ⟨t⟩    | k ⟨k⟩  |
| explosiva sonora  | b ⟨b⟩  | d ⟨d⟩    | g ⟨g⟩  |
| fricativa         | β ⟨v⟩  | z ⟨z⟩    | ɣ ⟨h⟩  |
| vibrante          |        | r ⟨r⟩    |        |
| aproximante       |        | l ⟨l⟩    |        |

La lengua uneapa tiene una estructura fonotáctica simple, ya sea V, CV, VV, CVV. El acento se sitúa en la penúltima sílaba. Opcionalmente, se pueden perder las vocales finales del clítico, como balitaza subyacente ('no') se está volviendo baltaza.

## Oración de ejemplo
La siguiente frase ilustra el conservadurismo de la Uneapa respecto del Protooceánico.
Uneapa:
a rumaka zaɣata
Un(a)-grande-casa
'Una casa grande'
Protooceánico:
*a Rumaq saqat
Un(a)-grande-casa
'Una casa grande'